# Frein de Prony
Pour les articles homonymes, voir Prony.
Le frein de Prony est un frein dynamométrique utilisé au XIXe siècle pour la mesure des couples. Son nom rappelle celui de son inventeur, l'ingénieur des Ponts et Chaussées Gaspard de Prony (1755-1839).

## Principe

Schéma du frein de Prony ; M=moment, F=force, l=bras de levier; rappelons que M=F×l.

Le frein de Prony consiste en deux sabots ou mors amovibles adaptés à la préhension d'un arbre de diamètre donné, assujettis à un levier, asservi le plus souvent par un dynamomètre ou une force (contrepoids) réglable. 

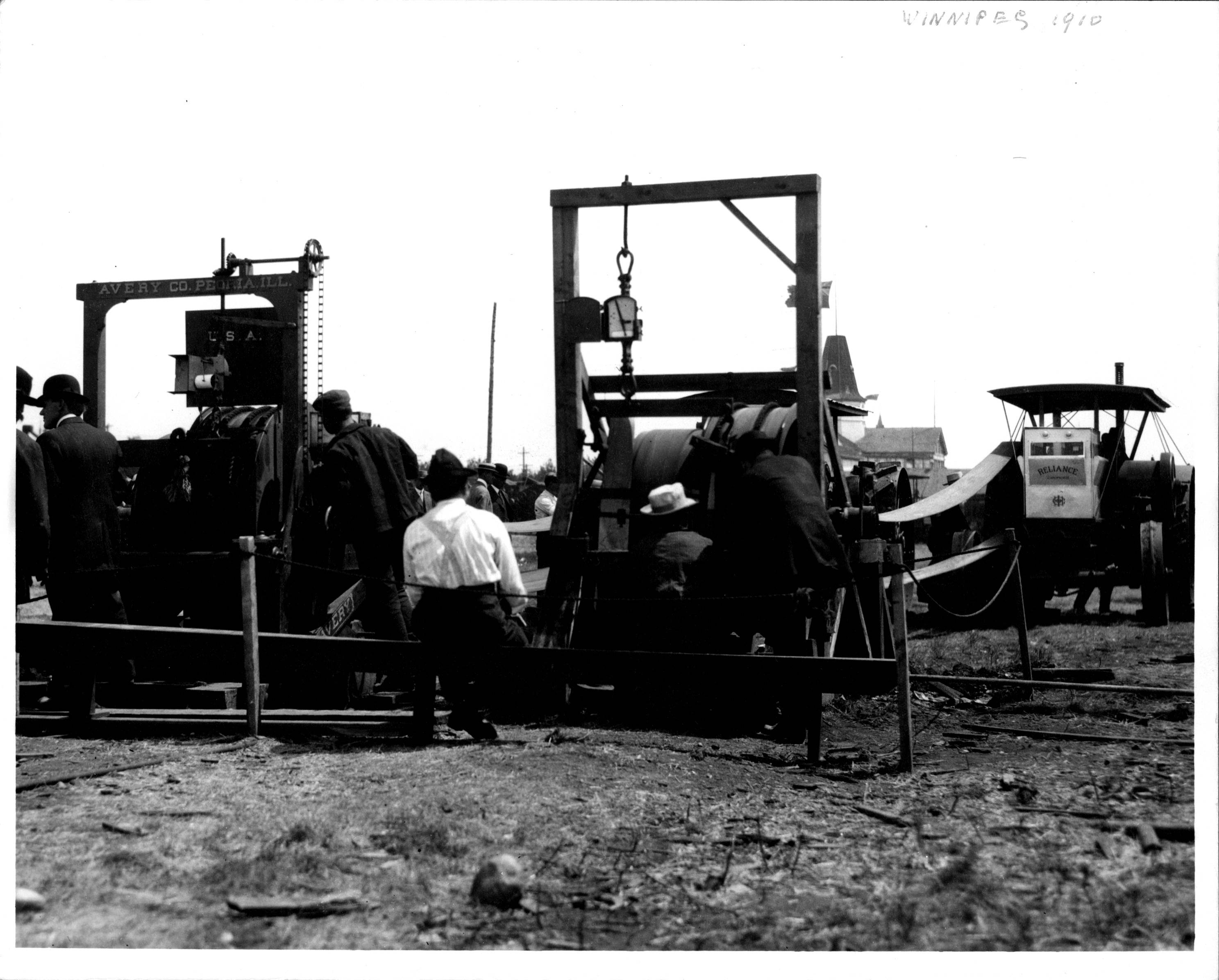
Deux tracteurs attachés à des freins de Prony.

Lorsque l'on souhaite par exemple connaître l'intensité du moment d'un couple-moteur associé à une certaine vitesse de rotation, on fait varier la compression exercée sur les sabots par augmentation du contrepoids ou de son bras de levier jusqu'à ce que, pour la vitesse de rotation donnée, le moteur soit freiné. Le produit de la distance (l) prise entre le milieu des sabots et la masse du contrepoids fois gravité (F=m×g), ou la force de référence (F), donne pour une vitesse angulaire donnée le moment (M) du couple-moteur. Quant à la puissance mécanique, elle s'exprime comme le produit du moment par {\displaystyle 2\pi } fois la vitesse de rotation (en tours par seconde).
Comme on ne peut maintenir le levier en équilibre qu'avec difficulté, le frein de Prony ne donne le plus souvent que le couple de démarrage d'un moteur électrique : l’arbre du moteur est alors pratiquement immobilisé.

## Historique
Conçu pour mesurer la puissance des machines à vapeur, le frein de Prony fut utilisé en 1821 lors d'un essai à Paris au Gros-Caillou pour une machine de type Woolf installée par Humphrey Edwards et destinée à fournir de l'eau à la partie ouest des quartiers de la rive gauche,. Insuffisant, cependant, pour mesurer la puissance des moteurs des cuirassés, l'Amirauté britannique chargea en 1877 l'ingénieur Froude de mettre au point un nouveau frein dynamométrique, lequel adopta une technologie entièrement différente (la dissipation fluide).
Le physicien Bouasse donne, dans les années 1890, quelques précisions sur le fonctionnement réel de 
cet instrument : « Il se dégage, bien entendu, entre la roue et les mors, une quantité énorme de chaleur : on est forcé pendant toute l'opération de jeter de l'eau sur l'appareil. »